# Centre Agrícola Social de Fortià
El Centre Agrícola Social és un equipament públic del municipi de Fortià (Alt Empordà), conegut popularment com el "Centru". El seu nom prové del sindicat fundat el 1931 amb el nom Centre Agrícola Social de Fortià.

## Descripció
És un edifici municipal destinat a usos festius i recreatius dels veïns de Fortià edificat entre 1931 i 1932. La fàbrica és molt senzilla i només se'n pot destacar la part superior de la façana acabada amb dos cossos formats per tres nivells i coronada per dues esferes, que recorden dues fonts. Així com uns respiradors ceràmics tradicionals. Actualment la façana combina els colors vermell i verd, que substituïren el color groc pintat als anys noranta quan l'immoble va passar a propietat municipal.
La construcció es divideix en dues parts, cadascuna amb la seva teulada. La més gran, situada a l'est, està formada per la sala gran i l'escenari, el qual conserva les motllures laterals. La petita, a l'oest, construïda posteriorment, és d'una mida més petita i està formada per la sala petita, el bar, els lavabos i el magatzem.
La construcció del "Centru" va començar a donar forma a l'actual plaça, situada entre els dos nuclis històrics, just al davant de l'era del mas de ca l'Amorós (XVI-XVII), de l'Escola Teresa de Pallejà (1932), i diverses cases, entre elles l'enderrocada can Mundo, utilitzada com a centre de proveïment d'aliments durant la Guerra Civil espanyola. La plaça va rebre el nom de la Llibertat el maig de 1934.

## Història
Amb l'adveniment de la Segona República molts pagesos van aprofitar les noves condicions legals i socials republicanes per organitzar-se i lluitar pels seus drets. A Fortià, l'any 1931 es va constituir el sindicat Centre Agrícola Social de Fortià, que buscava defensar els interessos dels seus associats davant dels terratinents i trobar solucions per millorar les condicions econòmiques dels fruits que produïen.
El mateix 1931 el sindicat adquirí un solar a l'Era d'en Camperol per 1.000 pessetes i edificaren un edifici construït pel constructor figuerenc Joaquim Camps Rigau, amb un pressupost de 10.300 pessetes que pagarien a terminis. Gran part de la construcció la realitzaren els propis associats, que es van veure perjudicats per la caiguda d'una gran part de l'edifici per una forta tramuntanada a mitjan mes de desembre del mateix any. La caiguda va ocasionar unes pèrdues de 5.000 pessetes. Posteriorment es va construir la zona del bar, que va edificar-se per sobre del nivell de la sala gran. Es diferencien encara pels teulats independents que tenen i per la decoració de la part superior de la façana, proporcionals a l'amplada de cada una de les dues construccions. Des de 2015 ambdues sales ja estan en un sol nivell.
Amb l'entrada de les tropes franquistes, el local va ser confiscat per la Falange i els béns del sindicat espoliats. Va ser utilitzat de magatzem pel Servicio Nacional del Trigo. El 1956 va passar a mans de la Hermandad Sindical de Labradores i Ganaderos i posteriorment, el 1976, a l'AISS. Tot i les lluites per recuperar el local per part dels veïns espoliats, el 1994 l'equipament va passar a ser de propietat municipal.
A banda dels balls, festes majors, carnavals i altres festivitats, el "Centru" és i ha estat utilitzat per a fer exposicions artístiques, representacions teatrals i musicals, tant amateurs com professionals, com el concert de Lluís Llach i Grande el 26 de juliol de 1977, organitzat per l'associació juvenil del municipi.